# Traunkirchen
Traunkirchen osztrák község Felső-Ausztria Gmundeni járásában. 2018 januárjában 1624 lakosa volt. 

## Elhelyezkedése

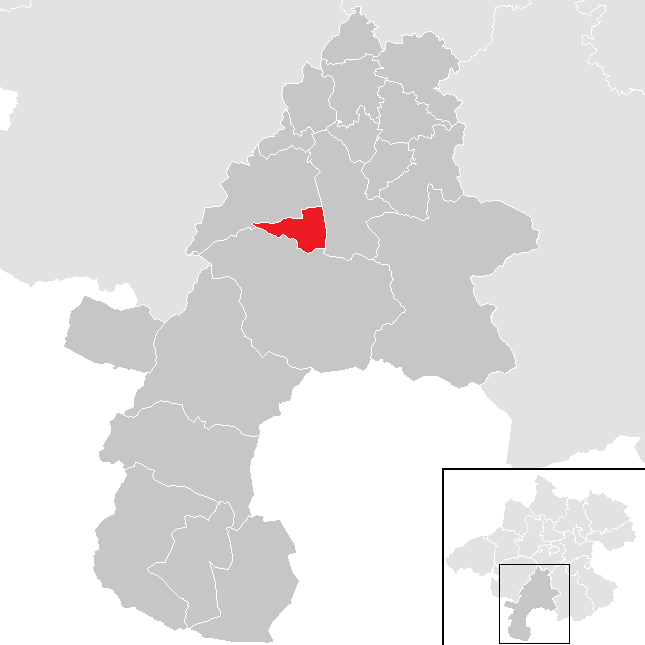
Traunkirchen a Gmundeni járásban

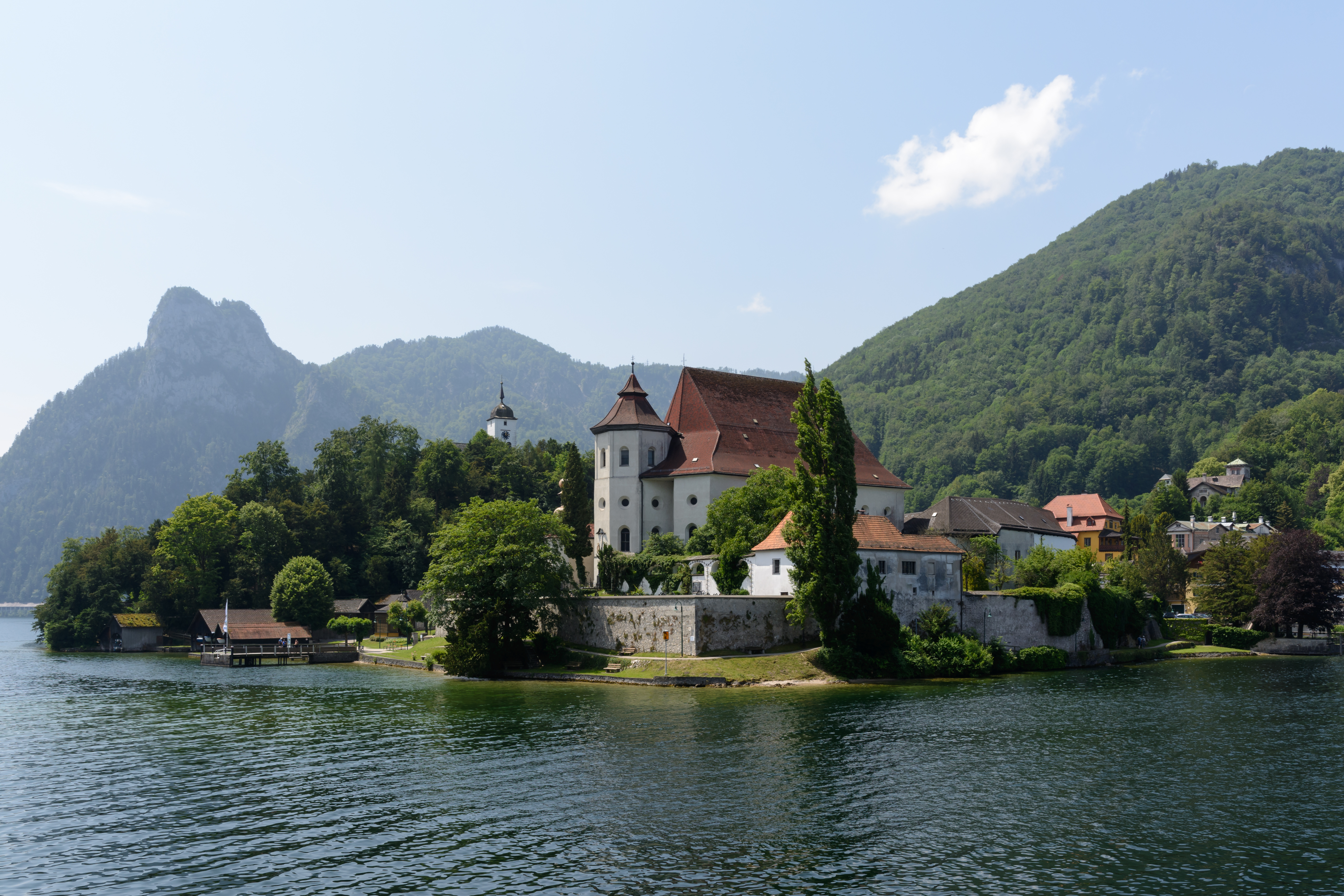
A Mária koronázása-plébániatemplom

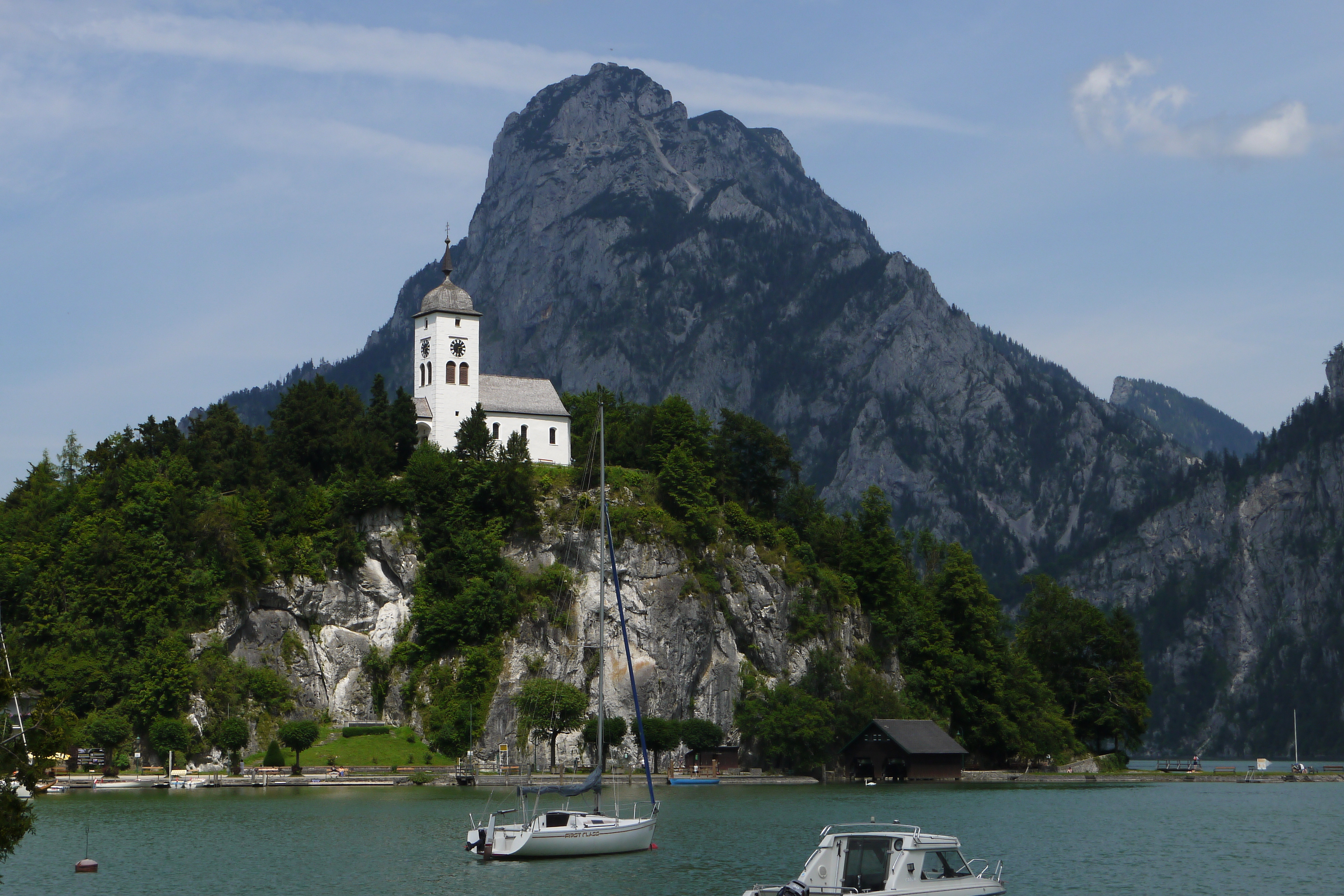
A johannisbergi kápolna

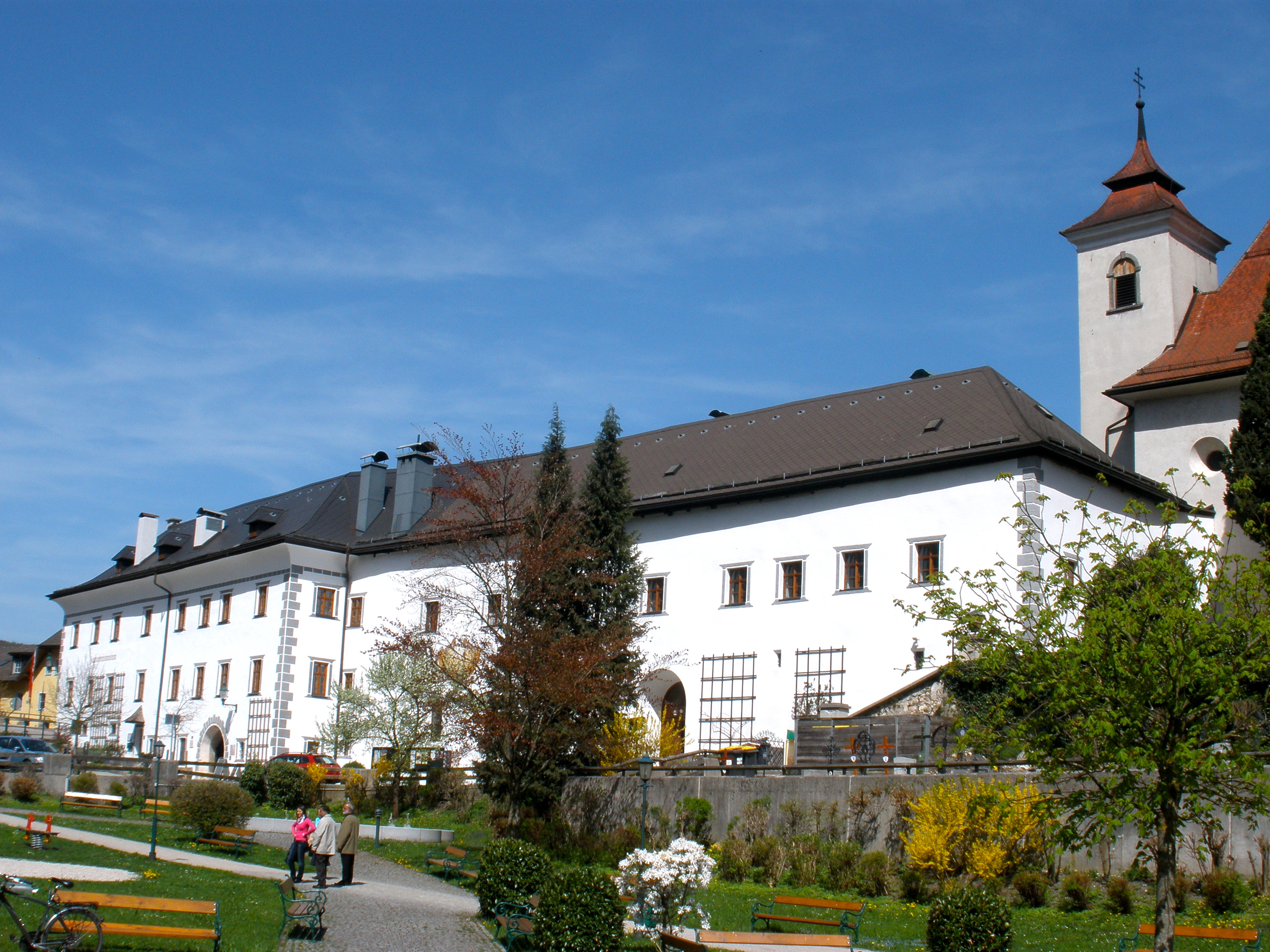
A traunkirchei kolostor

Traunkirchen Felső-Ausztria Traunviertel régiójában fekszik a Salzkammergut területén, a Traunsee nyugati partján. Területének 43,2%-a erdő, 24% áll mezőgazdasági művelés alatt. Az önkormányzat három katasztrális községre oszlik: Traunkirchen, Winkl és Mühlbachberg.
A környező önkormányzatok: északra Altmünster, keletre Gmunden, délre Ebensee am Traunsee.

## Története
Traunkirchen területe az újkőkorban, a bronzkorban és a vaskori Halstatt-korszakban egyaránt lakott volt. A Johannesbergen a régészek 3500 évvel ezelőtti pogány szentély nyomaira bukkantak.
Gyermek Lajos egy 909-es oklevelében I. Pilgrim salzburgi érseknek és I. Aribo őrgrófnak adományozta a Trunseo rendházat, amely azonban 950-ben elpusztult. Feltehetően ennek nyomán alapította meg a stájer őrgrófokkal rokonságban lévő Wilhelm von Raschenberg-Reichenhall gróf 1020 körül Felső-Ausztria első zárdáját, a traunkircheni bencés apácakolostort. A régió ekkor még a Bajor Hercegséghez tartozott, a 12. században került át Ausztriához. 1327-ben a kolostor leégett és újjáépítették. A hercegség 1490-es felosztása után Traunkirchen az Enns fölötti Ausztria része lett. 
A reformáció után, 1570 körül a kolostor elnéptelenedett, épületeit és birtokait a kremsmünsteri apátság felügyelte. 1622-ben II. Ferdinánd császár a passaui jezsuita kollégiumnak adományozta jövedelmeit. 1632-ben újabb tűzvész pusztította el az épületeket, ezután nyerte el az apátság mai barokk megjelenését. 1773-ban felszámolták a jezsuita rendet, traunkircheni birtokai az államra szálltak, az apátsági templom pedig plébániatemplommá vált. 
A napóleoni háborúk alatt Traunkirchent több alkalommal megszállták. A köztársaság 1918-as megalakulásakor Felső-Ausztria tartományhoz sorolták. Miután Ausztria 1938-ban csatlakozott a Német Birodalomhoz, az Oberdonaui gau része lett; a második világháború után visszakerült Felső-Ausztriához. A háború után 1955-ig az amerikai megszállási zónához tartozott. 
1963. szeptember 23-án olasz újfasiszták a dél-tiroli konfliktussal összefüggésben felrobbantották a traunkircheni oroszlánszobrot, valamint a szomszédos Ebensee sóüzemét és sífelvonóját. 

## Lakosság
A traunkircheni önkormányzat területén 2018 januárjában 1624 fő élt. A lakosságszám 2001-ben érte el a csúcspontját 1764 fővel, azóta csökkenő tendenciát mutat. 2016-ban a helybeliek 93,4%-a volt osztrák állampolgár; a külföldiek közül 3,1% a régi (2004 előtti), 1,7% az új EU-tagállamokból érkezett. 1,4% a volt Jugoszlávia (Szlovénia és Horvátország nélkül) vagy Törökország, 0,4% egyéb országok polgára. 2001-ben a lakosok 84,2%-a római katolikusnak, 2,9% evangélikusnak, 2,7% mohamedánnak, 4,4% pedig felekezeten kívülinek vallotta magát. Ugyanekkor a legnagyobb nemzetiségi csoportot a német (95,2%) mellett a horvátok (2,1%) alkották.  

## Látnivalók
- a Szűz Mária megkoronázása-plébániatemplom főoltára 1754-ből származik. Látványos halászszószékét 1753-ban készítette ismeretlen mester és Jézusnak a gazdag halászzsákmányt adó csodáját ábrázolja.
- a johannesbergi (régi nevén Odinstein, "Odin-kő", régi pogány kultuszhely) kápolnát először 1356-ban említik. Védőszentje a 16. század óta Keresztelő Szt. János. Oltárképét németalföldi manierista művész festette.
- a kálváriakápolna 1699-ben épült
- a Pancsulidzev-villa (vagy Orosz villa) 1854-ben készült el, nevét első tulajdonosáról, egy orosz herceg lányáról kapta.
- a Spitzvillát Karl Rudolf von Slatin építtette, aki a brit Viktória királynő szolgálatában szudáni kormányzó volt. Villájában többek között VII. Eduárd brit királyt és Ferenc József császárt is vendégül látta.
- az 1861-ben Ferenc József tiszteletére emelt oroszlánemlékmű, amelyet az 1963-as robbantás után helyreállítottak
- a kézművesmúzeum a volt kolostorban található
- a vízkereszt előtti estén (január 5.) tartják a hagyományos Glöckerlaufot, mely során világító, csillag alakú fejfedőkkel vonulnak fel

## Fordítás
- Ez a szócikk részben vagy egészben  a   Traunkirchen című német Wikipédia-szócikk ezen változatának fordításán alapul.  Az eredeti cikk szerkesztőit annak laptörténete sorolja fel. Ez a jelzés csupán a megfogalmazás eredetét és a szerzői jogokat jelzi, nem szolgál a cikkben szereplő információk forrásmegjelöléseként.